# Diocesi di Tarbes e Lourdes

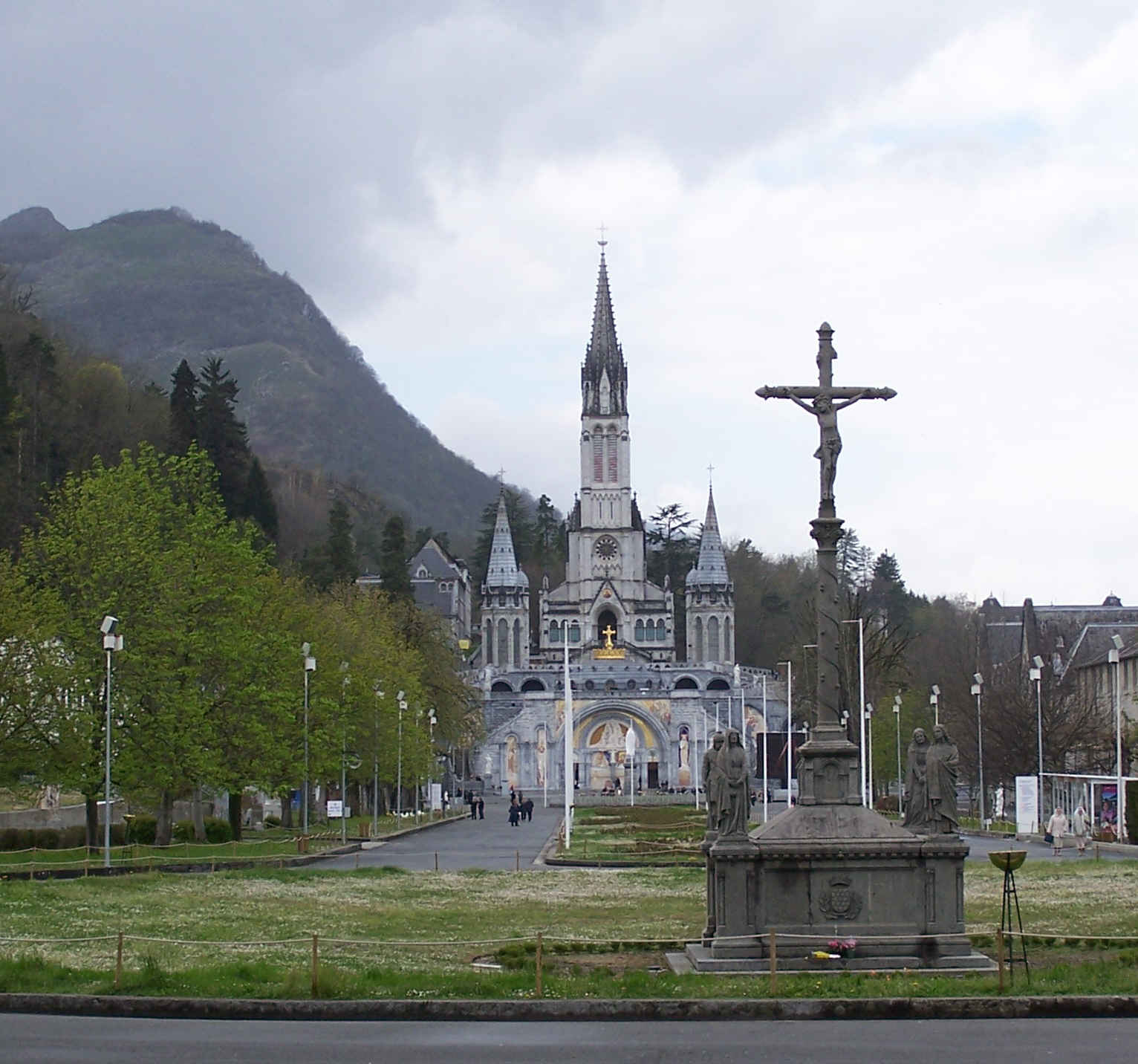
Il santuario di Nostra Signora di Lourdes è il più visitato santuario mariano del mondo.

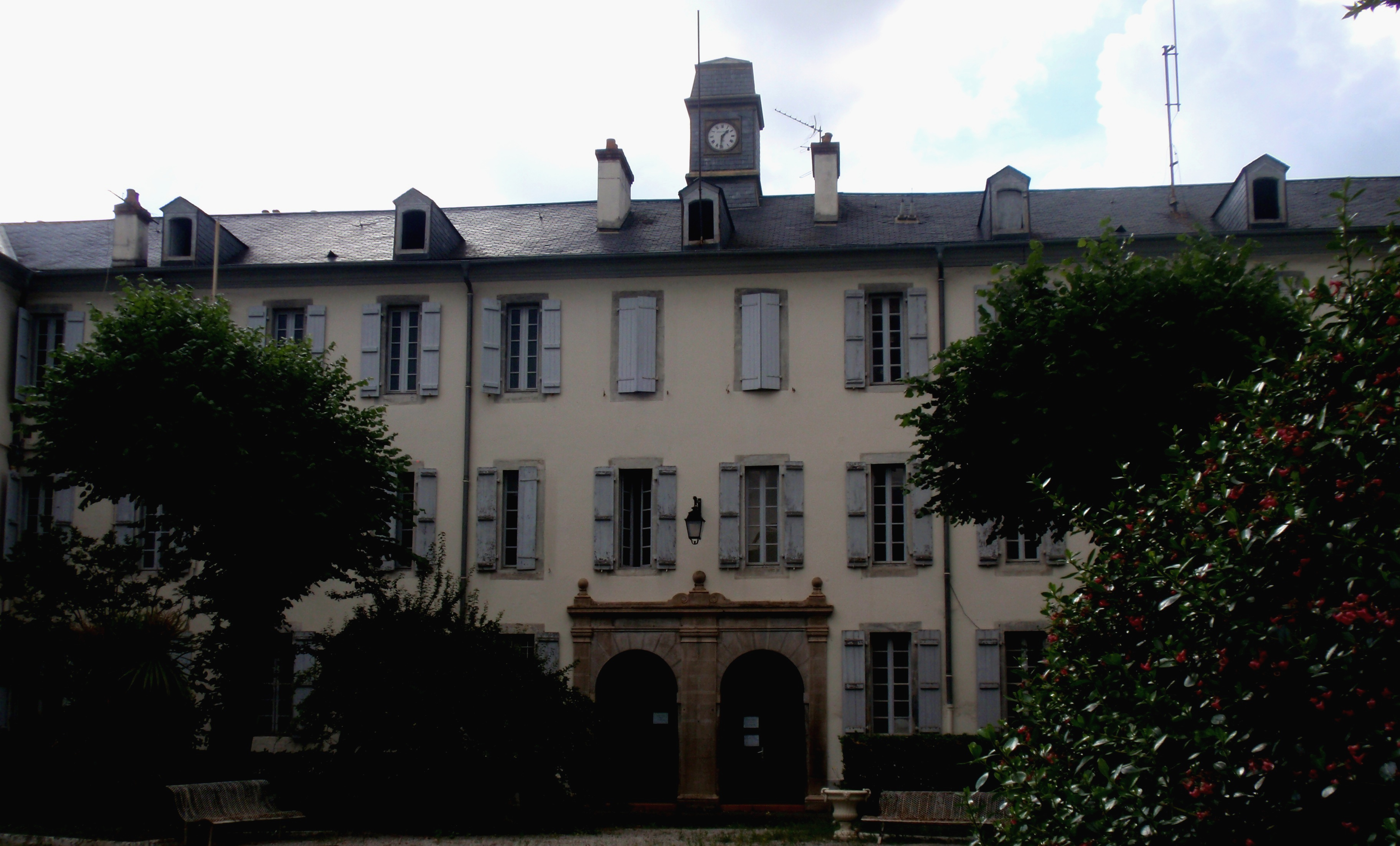
L'ex seminario vescovile di Tarbes.

La diocesi di Tarbes e Lourdes (in latino Dioecesis Tarbiensis et Lourdensis) è una sede della Chiesa cattolica in Francia suffraganea dell'arcidiocesi di Tolosa. Nel 2022 contava 150.135 battezzati su 229.200 abitanti. È retta dal vescovo Jean-Marc Micas, P.S.S.

## Territorio
La diocesi comprende il territorio del dipartimento francese degli Alti Pirenei.
Sede vescovile è la città di Tarbes, dove si trova la cattedrale di Notre-Dame de la Sède. Nella cittadina di Lourdes sorge il santuario di Nostra Signora di Lourdes, dedicato alla Vergine di Lourdes. Ci sono due basiliche sovrapposte, di fronte al grande piazzale, l'Esplanade: Nostra Signora del Rosario e Immacolata Concezione. Altre due basiliche sono rispettivamente quella sotterranea di San Pio X e la moderna basilica di Santa Bernadette.
Il territorio è suddiviso in 525 parrocchie raggruppate in 6 decanati: Argelés, Bagnères-de-Bigorre, Lannemezan, Lourdes, Tarbes e Vic-Maubourguet.

## Storia
La civitas Turba, così chiamata nella Notitia Galliarum databile all'inizio del V secolo, era una delle città che costituivano la provincia romana della Novempopulana.
Incerte sono le origini della diocesi. Secondo Gregorio di Tours, il territorio della Bigorre fu evangelizzato da un martire, Genesio, e da tre altri santi preti, Giustino, Misilino e Severo. Il primo vescovo documentato storicamente è Apro, che si fece rappresentare al concilio di Agde del 506 dal prete Ingenuo. Originariamente la diocesi era suffraganea dell'arcidiocesi di Eauze.
Dopo il VI secolo, la serie episcopale di Tarbes si interrompe a causa delle distruzioni operate prima dai Saraceni e poi dai Normanni. I vescovi riappaiono nella seconda metà del X secolo e la diocesi da questo momento è parte della provincia ecclesiastica dell'arcidiocesi di Auch.
Nel XII secolo venne iniziata la costruzione della cattedrale, che subì diversi interventi successivi, tra cui l'aggiunta dell'attuale facciata nel Settecento.
In seguito al concordato con la bolla Qui Christi Domini di papa Pio VII del 29 novembre 1801 la diocesi fu soppressa e il suo territorio diviso fra le diocesi di Agen e di Bayonne.
Il 6 ottobre 1822 la diocesi di Tarbes fu ristabilita con la bolla Paternae charitatis del medesimo papa Pio VII, ricavandone il territorio dalla diocesi di Bayonne.
Il 20 aprile 1912 mutò il nome in quello attuale, per l'importanza assunta dalla città di Lourdes nel mondo cattolico.
L'8 dicembre 1917 papa Benedetto XV concesse ai vescovi di Tarbes e Lourdes il privilegio di indossare il pallio durante le celebrazioni nella basilica di Lourdes.
L'8 dicembre 2002 in occasione della riorganizzazione delle circoscrizioni ecclesiastiche francesi è divenuta suffraganea dell'arcidiocesi di Tolosa.

## Cronotassi dei vescovi
Si omettono i periodi di sede vacante non superiori ai 2 anni o non storicamente accertati.
- Apro † (menzionato nel 506)
- Giuliano † (prima del 541 - dopo il 551)
- Amelio I † (prima del 585 - dopo il 587)
- Sarstonio o Garstonio † (menzionato nell'879)
- Amelio II † (prima del 965 circa - dopo il 980 circa)
- Bernard I † (prima del 990 circa - circa 1033)
- Richard † (circa 1034 - dopo agosto 1036)
- Héraclius I † (circa 1037 - circa 1069)
- Ponce I † (circa 1070 - dopo aprile 1080)
- Hugues † (menzionato nell'ottobre 1080)
- Dodon o Odon o Eude † (prima del 1083 circa - dopo marzo 1095)
- Bernard II (Bernard-Sanche d'Azereix) † (prima di ottobre 1095 - dopo il 1106 circa)
- Guillaume I † (menzionato nel 1110 circa)
- Grégoire † (prima di marzo 1116 - dopo il 1120)
- Guillaume Arnaud † (prima di ottobre 1131 - dopo settembre 1142)
- Bernard de Montesquiou † (prima del 1145 - dopo il 1163)
- Héraclius II † (menzionato tra il 1070 e il 1079)
- Arnaud-Guillaume d'Oson † (prima di marzo 1179 - dopo il 1200)
- Arnaud-Guillaume de Biran † (prima di dicembre 1212 - dopo il 1215)
- Amanieu de Gresinhac † (prima di novembre 1216 - 1226 nominato arcivescovo di Auch)
- Hugues de Pardaillan † (prima di maggio 1227 - 28 febbraio 1245 deceduto)
- Arnaud-Raymond de Coarraze † (prima del 1247 - dopo aprile 1257[4])
- Arnaud de Miossens † (28 ottobre 1261 - dopo gennaio 1267)
- Raymond-Arnaud de Coarraze † (prima di maggio 1268 - 4 marzo 1307 deceduto)
- Gérard Doucet † (20 febbraio 1308 - 11 febbraio 1314 deceduto)
- Guillaume II Hunaud de Lanta, O.Clun. † (26 ottobre 1316 - 24 novembre 1339 nominato vescovo di Agde)
- Pierre-Raymond de Montbrun † (24 novembre 1339 - 14 marzo 1353 deceduto)
- Guillaume de Rosières, O.S.B. † (17 aprile 1353 - 1361 deceduto)
- Bernard IV † (18 giugno 1361 - circa 1º agosto 1374 deceduto)
- Obbedienza avignonese:
  - Gaillard de Coarraze † (6 novembre 1374 - dopo maggio 1398)[5]
  - Bertrand † (25 febbraio 1400 - 1404 deceduto)
  - Chrétien d'Hauterive, O.E.S.A. † (7 novembre 1404 - 17 settembre 1408 nominato vescovo di Tréguier)
  - Bernard du Peyron † (17 settembre 1408 - dopo il 14 agosto 1416)
- Obbedienza romana:
  - Sede vacante (1382-1388)[6]
  - Pierre d'Anglade de Montbrun, O.P. † (30 aprile 1388 - prima del 1º luglio 1391)
  - Renaud de Foix † (menzionato nel 1392)
  - Adalbert † (menzionato nel 1399)
- Bonhomme d'Armagnac † (26 dicembre 1417 consacrato[7] - 17 marzo 1427 deceduto)
- Raymond de Bernard † (30 aprile 1427 - circa 1430 deceduto)
- Jean de Fortou † (15 dicembre 1430 - 1439 deceduto)
- Roger de Foix † (13 gennaio 1440 - 8 luglio 1461 deceduto)
- Jean † (27 gennaio 1462 - dopo giugno 1462)
  - Pierre de Foix † (11 febbraio 1463 - 13 dicembre 1464 deceduto) (amministratore apostolico)
- Louis d'Albret † (9 gennaio 1465 - 4 settembre 1465 deceduto)
- Arnaud-Raymond de Palatz † (18 luglio 1466 - dopo il 21 settembre 1474 deceduto)
- Ménald (o Manaud) d'Aure † (8 dicembre 1474 - 1504 deceduto)
  - Thomas de Foix † (4 dicembre 1504 - circa 1514 dimesso) (vescovo eletto)
- Ménald de Martory (o de Montory o de Martres), O.S.A. † (6 novembre 1514 - 19 settembre 1524 nominato vescovo di Couserans)
- Gabriel de Grammont † (19 settembre 1524 - 26 marzo 1534 deceduto)
- Antoine de Castelnau † (2 settembre 1534 - agosto o settembre 1539 deceduto)
- Louis de Castelnau † (29 ottobre 1539 - 1º settembre 1549 deceduto)
- Gentien de Bussy d'Amboise † (21 luglio 1556 - fine del 1575 deceduto)
- Salvat I d'Iharse † (29 febbraio 1580 - 23 giugno 1601 deceduto)
- Salvat II d'Iharse † (3 giugno 1602 - 7 ottobre 1648 deceduto)
- Claude Mallier † (1º febbraio 1649 - 1668 dimesso)
- Marc Mallier du Houssay † (3 settembre 1668 - 4 maggio 1675 deceduto)
- Anne-Tristan de La Baume de Suze † (30 agosto 1677 - 4 febbraio 1692 nominato arcivescovo di Auch)[8]
- François de Poudenx † (24 marzo 1692[9] - 24 giugno 1716 deceduto)
  - Sede vacante (1716-1719)
- Anne-François-Guillaume du Cambout-Beçay † (2 ottobre 1719 - 8 luglio 1729 deceduto)
- Charles-Antoine de la Roche-Aymon † (2 ottobre 1730 - 11 novembre 1740 nominato arcivescovo di Tolosa)
- Pierre de Beaupoil de Saint-Aulaire † (19 dicembre 1740 - 11 gennaio 1751 deceduto)
- Pierre de La Romagère † (5 luglio 1751 - 18 febbraio 1769 deceduto)
- Michel-François de Couët du Vivier de Lorry † (11 settembre 1769 - 20 settembre 1782 dimesso)[10]
- François Gain de Montagnac † (23 settembre 1782 - 6 ottobre 1801 dimesso)
  - Sede soppressa (1801-1822)
- Antoine-Xavier de Neirac † (16 maggio 1823 - 28 gennaio 1833 deceduto)
- Pierre-Michel-Marie Double † (30 settembre 1833 - 1º aprile 1844 deceduto)
- Bertrand-Sévère Mascarou-Laurence † (21 aprile 1845 - 30 gennaio 1870 deceduto)
- Pierre-Anastase Pichenot † (27 giugno 1870 - 25 luglio 1873 nominato arcivescovo di Chambéry)
- Benoît-Marie Langénieux † (25 luglio 1873 - 21 dicembre 1874 nominato arcivescovo di Reims)
- César-Victor-Ange-Jean-Baptiste Jourdan † (21 dicembre 1874 - 16 luglio 1882 deceduto)
- Prosper-Marie Billère † (25 settembre 1882 - 27 agosto 1899 deceduto)
- François-Xavier Schoepfer † (14 dicembre 1899 - 24 agosto 1927 deceduto)[11]
- Alexandre-Philibert Poirier † (24 agosto 1927 succeduto - 25 agosto 1928 deceduto)
- Pierre-Marie Gerlier † (14 maggio 1929 - 30 luglio 1937 nominato arcivescovo di Lione)
- Georges-Eugène-Emile Choquet † (11 febbraio 1938 - 20 aprile 1946 deceduto)
- Pierre-Marie Théas † (17 febbraio 1947 - 12 febbraio 1970 ritirato[12])
- Henri Clément Victor Donze † (12 febbraio 1970 - 25 marzo 1988 ritirato)
- Jean Yves Marie Sahuquet † (25 marzo 1988 succeduto - 16 gennaio 1998 ritirato)
- Jacques Jean Joseph Jules Perrier (16 gennaio 1998 succeduto - 11 febbraio 2012 ritirato)
- Nicolas Brouwet (11 febbraio 2012 - 10 luglio 2021 nominato vescovo di Nîmes)
- Jean-Marc Micas, P.S.S., dal 30 marzo 2022

## Statistiche
La diocesi nel 2022 su una popolazione di 229.200 persone contava 150.135 battezzati, corrispondenti al 65,5% del totale.
| anno | popolazione | popolazione | popolazione | presbiteri | presbiteri | presbiteri | presbiteri                | diaconi | religiosi | religiosi | parrocchie |
| anno | battezzati  | totale      | %           | numero     | secolari   | regolari   | battezzati per presbitero | diaconi | uomini    | donne     | parrocchie |
| ---- | ----------- | ----------- | ----------- | ---------- | ---------- | ---------- | ------------------------- | ------- | --------- | --------- | ---------- |
| 1950 | 201.000     | 201.954     | 99,5        | 377        | 325        | 52         | 533                       |         | 65        | 626       | 488        |
| 1969 | 180.000     | 225.730     | 79,7        | 319        | 275        | 44         | 564                       |         | 74        | 965       | 156        |
| 1978 | 170.000     | 229.000     | 74,2        | 281        | 239        | 42         | 604                       |         | 72        | 865       | 522        |
| 1990 | 200.000     | 233.000     | 85,8        | 246        | 180        | 66         | 813                       | 3       | 99        | 764       | 522        |
| 1999 | 150.000     | 225.000     | 66,7        | 196        | 147        | 49         | 765                       | 6       | 89        | 674       | 105        |
| 2000 | 150.000     | 222.365     | 67,5        | 176        | 124        | 52         | 852                       | 7       | 92        | 675       | 117        |
| 2001 | 140.000     | 222.365     | 63,0        | 191        | 138        | 53         | 732                       | 8       | 93        | 700       | 117        |
| 2002 | 150.000     | 222.400     | 67,4        | 177        | 125        | 52         | 847                       | 10      | 92        | 700       | 117        |
| 2003 | 150.000     | 222.400     | 67,4        | 182        | 126        | 56         | 824                       | 10      | 78        | 650       | 117        |
| 2004 | 150.000     | 222.400     | 67,4        | 179        | 126        | 53         | 837                       | 10      | 75        | 645       | 117        |
| 2010 | 151.000     | 229.000     | 65,9        | 168        | 106        | 62         | 898                       | 14      | 98        | 422       | 525        |
| 2014 | 150.000     | 237.945     | 63,0        | 153        | 97         | 56         | 980                       | 17      | 86        | 352       | 525        |
| 2017 | 150.000     | 228.950     | 65,5        | 131        | 78         | 53         | 1.145                     | 18      | 76        | 339       | 525        |
| 2020 | 149.700     | 228.530     | 65,5        | 134        | 82         | 52         | 1.117                     | 18      | 78        | 293       | 525        |
| 2022 | 150.135     | 229.200     | 65,5        | 124        | 74         | 50         | 1.210                     | 18      | 75        | 270       | 525        |